# Districte d'Independencia
Independencia és un districte a la província de Lima al Perú. És part de ciutat de Lima. Oficialment establert com a districte el 16 de març de 1964, l'alcalde d'Independencia és Lovell Yomond Vargas. El districte té una superfície de 14,56 km². El seu centre administratiu està situat 130 metres sobre el nivell del mar. Limita:
- Cap al nord: Districte de Comas
- A l'est: San Juan de Lurigancho
- Cap al sud: Rímac i San Martín de Porres
- Cap a l'oest: Los Olivos